# 森彩奈江
森 彩奈江（もり さなえ、1978年11月19日 - ）は、静岡県出身のプロボウラーである。2007年プロデビュー。JPBA第40期生。ライセンスNo.429。以前は株式会社グランドボウル所属でそこから離れ(離れた時期は不明)そのあと何年かはフリーであったが、2025年6月にN&K co., Ltdの所属プロとなったことが発表された。

BS日テレで放送中のボウリング革命 P★League（以下Pリーグ）に出場している。キャッチフレーズは「シンデレラガール」。身長166cm、血液型A型、右利き。ピザーラ、司ロイヤルホテル、池袋さくらクリニック、zaoral、なかむらデンタルクリニック、株式会社ニフコ、青木プロパティ、株式会社F.C.C.、KILO TAPEとスポンサー契約。アメリカンボウリングサービスと用品契約。レイズコーポレートとマネジメント契約。インストラクター資格は、C級、公認スクール取得。

## 略歴

### 少女時代 - 大学時代
家族（両親と兄）とともにボウリングに親しんだ。小学5年でマイボールを作り、6年からスクールに通いはじめた。中学ではバスケットボール部、高校ではフォークソング部に所属。
高校2年の1995年12月、第2回全国高校対抗選手権大会に静岡県立静岡城北高等学校の1年先輩である片井文乃とペアを組んで出場し、優勝した。片井と森がいっしょに練習する機会は少なかったが、チームワークが抜群だった。
明治大学（仏文専攻）に入学し、ボウリング部に入部（1年余りバスケットボール部とかけもち）。ボウリング部に女子は1人しかいなかったが、チームが一丸となって勝利をめざす学生ボウリングの魅力にはまった。

### プロテスト受験
2005年、2006年とプロテストを受けた。2005年は1次・2次テストとも4日間48Gでアベレージ185ピン以上が合格ライン。森は1次183.43ピン（48Gで75ピン不足）で合格しなかった。2006年は合格ラインが190ピンへと引き上げられた。森は1次187.60ピン（115ピン不足）でまた合格しなかった。
3度目の挑戦となった2007年に1次200.87ピン、2次197.97ピンで合格。念願のプロ入りを果たした。

### プロ入り後
2007年下期・2008年上期はなかなかトーナメントでの実績を残すことができなかったが、2008年春のフロリダのケーゲルトレーニングセンターでの修業や、Pリーグでの上位進出をきっかけに2008年7月のBIGBOX東大和カップで12位に入り、トーナメントでの初賞金を獲得した。
同月に行われた承認大会の神戸プロアマボウリングフェスティバル（六甲クィーンズオープンの全出場プロが参加）では、予選6Gで1460ピン（アベレージ243.33ピン）でトップ通過（プロ2位は1373ピン）を果たし、準決勝で敗れたが4位（プロ2位）に入った。
2008年8月27日に、所属する神明ボウルのリーグ戦にて、自身初のパーフェクトゲームを達成した。
2008年10月に、同じくピザーラとスポンサー契約を結んでいた金城愛乃、長谷川真実両プロとともに、株式会社レイズコーポレートとマネジメント契約を結んだ。
2008年10月に行われた東海女子オープンでは、金城愛乃、鈴木理沙とともにベストドレッサー賞を受賞した。
2009年8月に行われたプロボウリングレディース新人戦では、予選・準決勝をともに1位で通過し、決勝トーナメントに進出した。決勝トーナメント1回戦で森山真理を、準決勝で粕谷純代を下し優勝決定戦に進出し、優勝決定戦で佐藤まさみに敗れたが、2位となり、プロ入り後最高の成績を収めた。なお、予選6ゲーム目に自身初の公認パーフェクトゲーム（JPBA公認第173号）を達成した。
2010年9月に行われた第5回MKチャリティカップでは、予選後半4ゲーム目（通算10ゲーム目）に自身2度目の公認パーフェクトゲーム（JPBA公認第189号）を達成した。
2010年12月に行われた第33回JLBCプリンスカップでは、決勝トーナメント1回戦1ゲーム目に自身3度目の公認パーフェクトゲーム（JPBA公認第196号）を達成した。

## ボウリングスタイル・人物
肩の強さを活かして、高いバックスイングから有数のスピードボールを繰り出す。小学生のころからバックスイングが高かった。安定したコントロールを優先するため、バックスイングを小さくしたこともあるが、強いボールを求めるうちに、元のスタイルに落ち着いている。
ストライクをとったときに、気合の入ったガッツポーズを見せる。Pリーグでのキャッチフレーズは「シンデレラガール」だが、じつはスポ根キャラ。アイドルのイメージとのギャップを楽しめる。
ボールの重さは14ポンドだったが、よりパワーのある投球を目指して、2008年3月から15ポンドに変更した。
試合で着用するユニフォームは白いプリーツスカートが定番である。
性格は気さくで謙虚。写真やサインにも気軽に応じる。涙腺が弱く、うれし涙も、くやし涙も流す。あこがれの男性アスリートは小野伸二。リラックマの大ファン。自らをふざけて「さる江」とも呼ぶ。
趣味は、ファッション、スニーカー、レア物集め、球技。

## エピソード

### ボウリング革命 P★League
Pリーグには第3戦（2006年7月収録）で初出場した。まだプロ入り前で、ナショナルチーム以外のアマチュアとしては初の抜てきだった。次世代スター誕生の期待がかけられ、ユニフォームもボウリング選手のイメージを変える斬新なワンピースで注目されたが、1回戦で佐藤幸恵に敗れた（佐藤は初出場初優勝）。
プロ合格後の第8戦（2007年5月収録）から再参戦し、第10戦（2007年9月収録） - 第12戦（2008年1月収録）は、スポンサー契約したピザーラのユニフォームを着用。このとき着用していたチアリーダー風のユニフォームは、公式戦にも着用して出場しており、チアリーダー風のユニフォームを最初に公式戦で着用した選手である。
第13戦（2008年3月収録）以降は再び斬新さを打ち出し、衣装でもファンを楽しませており、Pリーガー（Pリーグの出場選手）のファッションリーダー的な存在となっている。
とくに、テンガロンハットは彼女の代名詞的存在となっており、その色は第13戦はショッキングピンク、第14戦（2008年5月収録）はスカイブルーとホワイト、第15戦（2008年7月収録）はピンク、第16戦（2008年8月収録）はオレンジである。以、ピザーラのユニフォームを着用した第19戦（2009年3月収録）を除いて、必ず帽子をかぶって登場している。
いつもは入場シーンが終わると帽子を脱いでプレイ終了後の集合シーンで再度被っているが、第17戦（2008年11月収録）ではニット帽を、第27戦（2010年7月収録）ではベースボールキャップを被ったまま投球した。なお、テンガロンハットをプレイ中は被らない理由は試しに被ったままプレイしてみたところ投球のために振りかぶった腕が大きく外に張り出したハットのひさしとぶつかって飛んでしまうなど非常に投げ辛かったためであることが　2025年6月にyoutobeの「ボウリング用品の匠たち」の公式チャンネル(新たに所属したN&Kが運営してるCH)に初出演した際に明かされた。
涙腺が弱いイメージをファンに植えつけたのは第10戦（2007年9月収録）。1回戦で谷川章子と2位争いを演じた森は、第10フレームでダブルをとれば逆転勝ちだった。1投目はストライクをとったが、運命の2投目は大きく1番ピンをはずれて6本に終わった。結果は谷川216ピンに対し、森は215ピンで2回戦進出はならなかった（谷川は第10戦で初優勝）。ゲーム後のインタビューでは「あんなひどい投球になってしまって…まだまだです」とテレビカメラの前で涙ぐんだ。
第8戦の1回戦突破以来、なかなか勝てなかったが、第12戦（2008年1月収録）で初めて2回戦突破、準決勝では敗れたものの、3位決定戦を制し、初の3位入賞、賞金獲得を果たした。
ボールの重さを15ポンドに変えて初めて臨んだ第13戦（2008年3月収録）では、1回戦で当時のPリーグタイ記録である279ピンを出し、姫路麗（259ピン）との接戦を制した。
第14戦（2008年5月収録）では、1回戦・準決勝を突破し、初の決勝進出（プロで唯一）を果たしたが、決勝戦では大石奈緒・片井文乃のアマチュア（当時、現在は2名ともプロ入り）2名に敗れ3位となり、インタビューで悔し涙を流した。
第21戦（2009年7月収録）では、1回戦で266ピン、準決勝で257ピンとハイスコアを記録し2度目の決勝進出を果たした。決勝戦では223ピンで、277ピンの松永裕美、248ピンの大石奈緒に敗れたが、3度目の3位入賞となった。
第22戦（2009年9月収録）では1回戦で150ピンとなり、第20戦（2009年5月収録）から導入された1回戦のスコア下位2名は次戦に出場できないルールにより、清水弘子とともに第23戦（2009年11月収録）には出場できなくなった。これに関しては「絶対強くなってまた戻ってきます」と語っている。
第25戦（2010年3月収録）では、1回戦・2回戦ともに222ピンで勝ち抜け、3度目の決勝進出を果たした。決勝戦では10フレームをトップで迎えたが、1投目は3-10のベビースプリットを残してしまい、これをカバーすることができず、184ピンとなった。また、森とピン差の2位で10フレームを迎えた松永裕美も1投目で6-7-10のスプリットを残してしまい、カバーできずに177ピンとなった。最終投球者の吉田真由美は、森と1マーク差で10フレームを迎え、1投目8本、2投目でこれをカバーした。3投目でストライクなら185ピンで吉田の優勝、9本なら184ピンで森と同点となりプレーオフ、8本以下なら森の優勝という状況になったが、吉田がストライクを取り優勝を果たした。森は1ピン及ばなかったが、自己最高の2位となった。なお、表彰式の際のインタビューで、身に着けていたお守りが学業成就のものであったと語っている。
第29戦（2010年10月収録）では、1回戦は4連続ストライクのスタートで205ピンで逃げ切り、準決勝では5連続ストライクを含む257という第29戦全試合の中でも一番のハイスコアで4度目の決勝進出を果たした。決勝戦では、6フレームまでに2つのスプリットによるオープンフレームを記録してしまい、7フレームからターキーで追い上げたが及ばず、193で2度目の2位となった。
第30戦（2011年1月収録）では、1回戦で243、準決勝では189ながら自身初の2戦連続での決勝進出を果たした。決勝戦では、松永裕美、西村美紀との対戦となり、Pリーグ史上初となる2戦連続同じ顔合わせとなったが、159とスコアを伸ばすことができず3位となり、念願の初優勝はならなかった。
第43戦（2013年3月収録）で感涙の初優勝を遂げた。（対戦相手は酒井美佳と西村美紀）
第1シーズンチャンピオン決定戦（2013年7月収録）は第2位。（対戦相手は吉田真由美と西村美紀）
第51戦（2014年7月収録）で8戦ぶり2度目の優勝。（自身初のワイルド・カードでの優勝、対戦相手は名和秋と大石奈緒）
第55戦（2015年3月収録）の田町ラストで4戦ぶり3度目の優勝。（対戦相手は酒井美佳と姫路麗）
第5シーズンチャンピオン決定戦（2015年7月収録）は第2位。（対戦相手は姫路麗と寺下智香）

## 主な戦績

### 大会成績

#### アマチュア時代
- 1995年12月　第2回全国高校対抗選手権大会　優勝
- 2002年8月　第40回関東学生選手権　女子個人戦・女子オールエベンツ・女子マスターズ　優勝
- 2004年11月　プロボウリングレディース新人戦　アマチュアの部　優勝

#### 公式戦
- 2008年7月　BIGBOX東大和カップ　12位
- 2008年7月　第28回神戸プロアマボウリングフェスティバル（承認大会）　4位（プロ2位）
- 2009年2月  DHCレディースオープンボウリングツアー2009　第1戦  21位
- 2009年4月  第31回関西オープン（女子）　14位
- 2009年8月  プロボウリングレディース新人戦　プロの部　2位
- 2010年4月  2010宮崎プロアマオープントーナメント　5位タイ
- 2010年9月  第5回MKチャリティカップ  17位
- 2011年7月　BIGBOX東大和カップ　15位
- 2011年8月  プロボウリングレディース新人戦　プロの部　8位
- 2011年10月　Round1Cup Ladies 2011　13位
- 2012年4月  2012宮崎プロアマオープントーナメント　3位タイ
- 2012年8月  中日杯 2012東海女子オープンボウリングトーナメント  17位
- 2012年10月   Round1Cup Ladies 2012   16位
- 2012年12月   第35回JLBCプリンスカップ  14位
- 2013年7月  第29回六甲クイーンズオープン  16位
- 2014年9月  中日杯 2014東海女子オープンボウリングトーナメント 16位
- 2014年12月　HANDA CUP・全日本女子プロボウリング選手権大会  12位
- 2014年12月   第38回JLBCプリンスカップ  15位
- 2015年4月　2015宮崎プロアマオープントーナメント  17位
- 2015年6月  JFEカップ2015千葉女子オープンボウリングトーナメント 9位
- 2015年7月  第31回六甲クイーンズオープン  13位
- 2015年9月  第10回MKチャリティカップ 17位
- 2015年12月   HANDA CUP・全日本女子プロボウリング選手権大会  16位
- 2016年9月  2016宮崎プロアマオープントーナメント  9位
- 2016年10月　Round1Cup Ladies 2016   17位
- 2016年12月   第39回JLBCプリンスカップ 16位
- 2017年1月  公益社団法人日本プロボウリング協会創立50周年記念大会 9位
- 2017年5月  グリコ17アイス杯プロアマ 12位
- 2017年7月  第33回六甲クイーンズオープン 6位
- 2017年10月  Round1Cup Ladies 2017  17位
- 2017年12月  HANDA CUP・全日本女子プロボウリング選手権大会  10位
- 2018年4月  2018宮崎プロアマオープントーナメント  17位
- 2018年5月  グリコ17アイス杯プロアマ  13位
- 2018年10月  Round1 GRAND CHAMPIONSHIP決勝大会R  17位
- 2018年11月  第41回STORMジャパンオープン  19位
- 2021年10月  コカ・コーラカップ 2021千葉オープン女子  2位

#### ボウリング革命 P★League
- 第12戦 第3位
- 第14戦 第3位
- 第21戦 第3位
- 第25戦 準優勝
- 第29戦 準優勝
- 第30戦 第3位
- 第43戦 優勝
- 第45戦 準優勝
- 第1シーズンチャンピオン決定戦 準優勝
- 第46戦 準優勝
- 第51戦 優勝
- 第55戦 優勝
- 第5シーズンチャンピオン決定戦 準優勝

### 公認パーフェクトゲーム
- 2009年8月26日  プロボウリングレディース新人戦　予選Aシフト6ゲーム目（JPBA公認第173号）
- 2010年9月3日　第5回MKチャリティカップ　女子予選後半4ゲーム目（JPBA公認第189号）
- 2010年12月12日　第33回JLBCプリンスカップ　決勝トーナメント1回戦1ゲーム目（JPBA公認第196号）
- 2012年12月9日　第35回JLBCプリンスカップ　決勝トーナメント2回戦1ゲーム目（JPBA公認第208号）

## 主なメディア登場

### 新聞・雑誌
- 2006年12月 スポーツYeah!最終号「艶やかに強く」
- 2007年12月 月刊エンタメ2月号「次世代美人アスリート名鑑」
- 2008年1月 週刊ポスト1月25日号　グラビア「美人ボウラー Sexy Strike Lesson!」
- 2008年4月24日 夕刊フジ「レッツ！！ボウリング　目指せパーフェクト実践編」
- 2008年6月 読売ウィークリー2008年6月15日号「ブーム再燃!? 女子ボウリング『P★リーグ』美女図鑑」
- 2008年7月 Sports DECA（フリーペーパー）「ボウリングPリーグ人気U上昇」
- 2008年8月 FRIDAYダイナマイト8月26日増刊号「美女ボウラー5人 『アスリート美体ナマ素顔』」
- 2008年12月 ボウリング・ライフ2008年12月号「STAR INTERVIEW」
- 2008年12月 ボウリング・マガジン2009年1月号「P★SPIRITSお届け！」
- 2008年12月 ヌーヴェル・エステティック日本版vol.54「INTERVIEW Esprit de la Beauté」
- 2009年4月 FRIDAY5月8・15日号「『プロ勝負師たちのリアルな稼ぎ』大公開！」
- 2009年8月 P★LEAGUE OFFICIAL MAGAZINE「P★GIRL」
- 2009年9月 Tonight2009年10月号（フリーペーパー）「我が道を行く 第10回」
- 2009年11月 ボウリング・マガジン2009年12月号「P★FILE(16)」
- 2010年4月21日 夕刊フジ「ぴいぷる　ボウリング女子トーナメントP★リーグ」
- 2010年6月 ボウリング・マガジン2010年7月号　表紙、「The Professional Form Hyper!」
- 2011年2月 ボウリング革命P★LEAGUEオフィシャルガイドBOOK「P★FILE 2011」
- 2011年4月 週刊アサヒ芸能4.28特大号「キミの美脚にストライク」
- 2011年5月20日 中日新聞朝刊・東京新聞朝刊「天職ですか」
- 2011年9月 週刊ファミ通2011年9月22日号「モノクロ企画　P★LEAGUE」
- 2011年11月 ボウリング日本伝来150周年記念誌 BOWLING STYLE2011「P★LEAGUEに迫る!!」
- 2012年5月 週刊大衆 増刊 美女アスリート応援Special「日本スポーツ美女 パーフェクト名鑑」
- 2012年7月 ジャストヘルス第337号 「Challenger Interview」

### 書籍
- 2008年9月 「ボウリングゲームブック」（プレイモデル）

### トレーディングカード
- 2008年 ROUND1　プロボウラーズカード（女子プロ選手カード：W105）
- 2009年 ROUND1 プロボウラーズカード（女子プロ選手カード：W111）
- 2009年8月 BBM 2009 P★LEAGUE カードセット「Fairies ON THE LANE」
- 2010年 ROUND1 プロボウラーズカード（女子プロ選手カード：W073、スペシャルカード：S014）
- 2010年12月 BBM 2010 P★LEAGUE カードセット「Fairies ON THE LANE」
- 2012年2月 BBM 2012 P★LEAGUE カードセット「Fairies ON THE LANE」
- 2013年2月 BBM 2013 P★LEAGUE カードセット「Fairies ON THE LANE」

### DVD
- 2006年9月 グレートエイジいまこそ第3号「健康ボウリング」
- 2007年12月 「中山秀征ミラクルショットボウリング」
- 2008年3月 「ボウリング革命 P★LEAGUE　オフィシャルDVD Vol.1」
- 2009年8月 「ボウリング革命 P★LEAGUE　オフィシャルDVD Vol.2」
- 2010年3月 「ボウリング革命 P★LEAGUE　オフィシャルDVD Vol.3」
- 2010年10月 「ボウリング革命 P★LEAGUE　オフィシャルDVD Vol.4」
- 2011年4月 「ボウリング革命 P★LEAGUE　オフィシャルDVD BOX Vol.5」
- 2012年3月 「ボウリング革命 P★LEAGUE　オフィシャルDVD Vol.6」
- 2012年11月 「ボウリング革命 P★LEAGUE　オフィシャルDVD Vol.7」
- 2013年11月 「ボウリング革命 P★LEAGUE　オフィシャルDVD Vol.8」
- 2014年7月 「ボウリング革命 P★LEAGUE　オフィシャルDVD Vol.9」
- 2015年7月 「ボウリング革命 P★LEAGUE　オフィシャルDVD Vol.10」
- 2016年11月 「ボウリング革命 P★LEAGUE　オフィシャルDVD Vol.11」
- 2017年11月 「ボウリング革命 P★LEAGUE　オフィシャルDVD Vol.12」

### テレビ
- 2005年11月・2006年1月　テレビ大阪　掛布の遊びたいし!
- 2006年8月 - 9月　BS日テレ　ボウリング革命 P★League（第3戦）
- 2007年6月 - 　BS日テレ　ボウリング革命 P★League（第8戦 - ）
- 2007年8月　九州朝日放送 ドォーモ「ボウリング甲子園」
- 2007年12月　テレビ静岡 キング・サブ第17回「ボウリング」
- 2009年2月19日　テレビ朝日系列　特命係長 只野仁第37話「女子プロボウラー 殺しのストライク」
- 2009年8月17日　日本テレビ系列　嵐の宿題くん
- 2009年8月 - 9月　関西テレビ・フジテレビ系列　ブラックマヨネーズのボウリング甲子園（解説）
- 2009年11月16日  スカイ・A sports+　PBAパーフェクト・プレミアム「PBAツアー2008-2009」
- 2009年12月30日　BS日テレ　P★LEAGUE　ボウリング大革命スペシャル
- 2010年1月4日　静岡第一テレビ　静岡○ごとワイド!「新春！ボウリング大会」
- 2010年3月8日　日本テレビ系列　おもいッきりDON!「DON!注目の美女ボウラー」
- 2010年3月22日　日本テレビ系列　おもいッきりDON!「第1回DON!杯争奪 春のボウリング大会」
- 2010年9月4日　テレビ熊本　若っ人ランド
- 2011年8月18日　テレビ朝日系列　アメトーーク!「P★LEAGUE芸人」
- 2011年10月12日　日本テレビ系列　インテリーズマンション
- 2011年10月19日　静岡朝日テレビ　とびっきり!しずおか「AsahiTV News」
- 2012年1月23日　TBS系列　炎の体育会TV「ボウリング スプリット対決」
- 2012年2月20日　TBS系列　炎の体育会TV「ボウリング スプリット対決 リベンジ戦」
- 2012年5月3日　BSフジ　たけしの等々力ベース第32回「ボウリング道」
- 2012年5月12日　レジャーチャンネル　カモンビギナー！ウェルカムボートレース #7 前編
- 2012年5月19日　レジャーチャンネル　カモンビギナー！ウェルカムボートレース #7 後編
- 2012年6月18日　TBS系列　炎の体育会TV「スプリットクラッシュボウリング」（解説）
- 2012年8月26日　TBS系列　炎の体育会TVダイジェスト「スプリットクラッシュボウリング」（解説）

### ラジオ
- 2008年9月15日　NHKラジオ第1 世の中面白研究所「ボウリング最新事情」
- 2011年6月5日　喜多方シティエフエム 週末解放区
- 2011年6月10日　ラジオ福島 かっとびワイド「私をレーンにつれてって」

## 所属
- 神明ボウル（2007年4月 - 2010年5月）
- フリー（2010年6月）
- グランドボウル（2010年7月 -？）
- N&K co., Ltd.(2025年6月-)